# Взрыв на фестивале в Тайване
Взры́в на фестива́ле в Тайва́не — чрезвычайное происшествие, объёмный взрыв, случившийся 27 июня 2015 года в городе Синьбэй во время проведения фестиваля красок в одном из аквапарков города. В качестве причины взрыва и пожара называют воспламенение порошковой краски, распылявшейся над сценой. В ходе взрыва и пожара 8 человек погибли (все — граждане Китайской республики), пострадало более 525 человек, около 190 оказались в реанимации со значительными ожогами.

## Ход событий
Взрыв произошёл около 20:30 вечера на танцполе во время фестиваля красок, на котором собралось около 4500 человек. Участники обмазывали себя различными порошкообразными красками, бросались ими друг в друга и танцевали. Краска также распылялась над танцполом. Предположительно, из-за искры или зажжённой сигареты порошок вспыхнул, создав объёмный взрыв, за которым последовал сильный пожар. До выяснения обстоятельств власти Тайваня запретили использование данного порошка.
| Гражданство          | Ранены | Погибли |
| -------------------- | ------ | ------- |
| Китайская Республика | 480    | 8       |
| Китай( Гонконг)      | 5      |         |
| Китай                | 2      |         |
| Китай( Макао)        | 1      |         |
| Япония               | 1      |         |
| Малайзия             | 1      |         |
| Сингапур             | 1      |         |
| США                  | 1      |         |
| Великобритания       | 1      |         |
| ЮАР                  | 1      |         |